# Дражетин, Младен

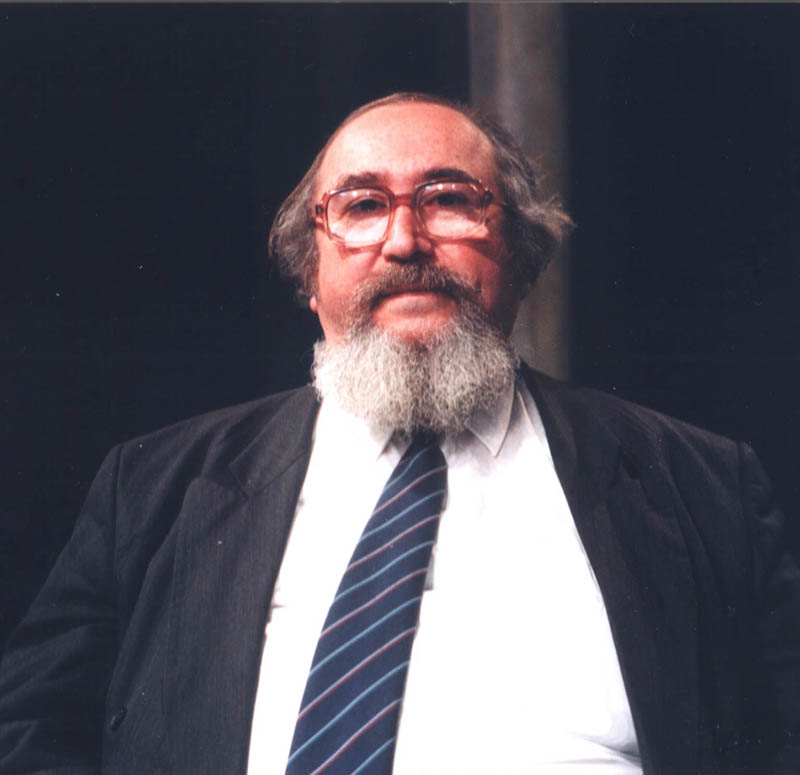
Младен Дражетин

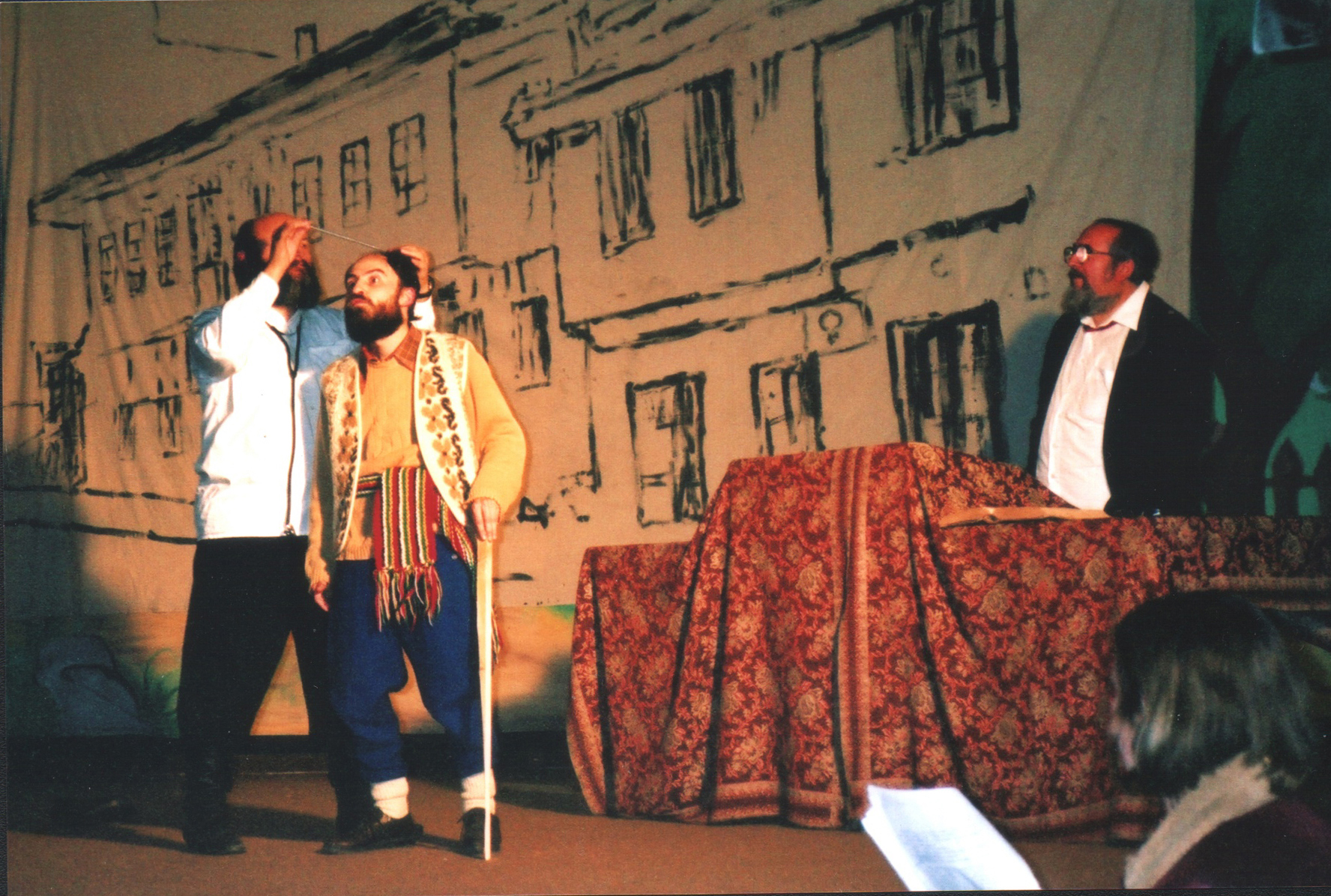
Младен Дражетин играет в театральном спектакле «Барсук в суде», Эрдевик, 2003.

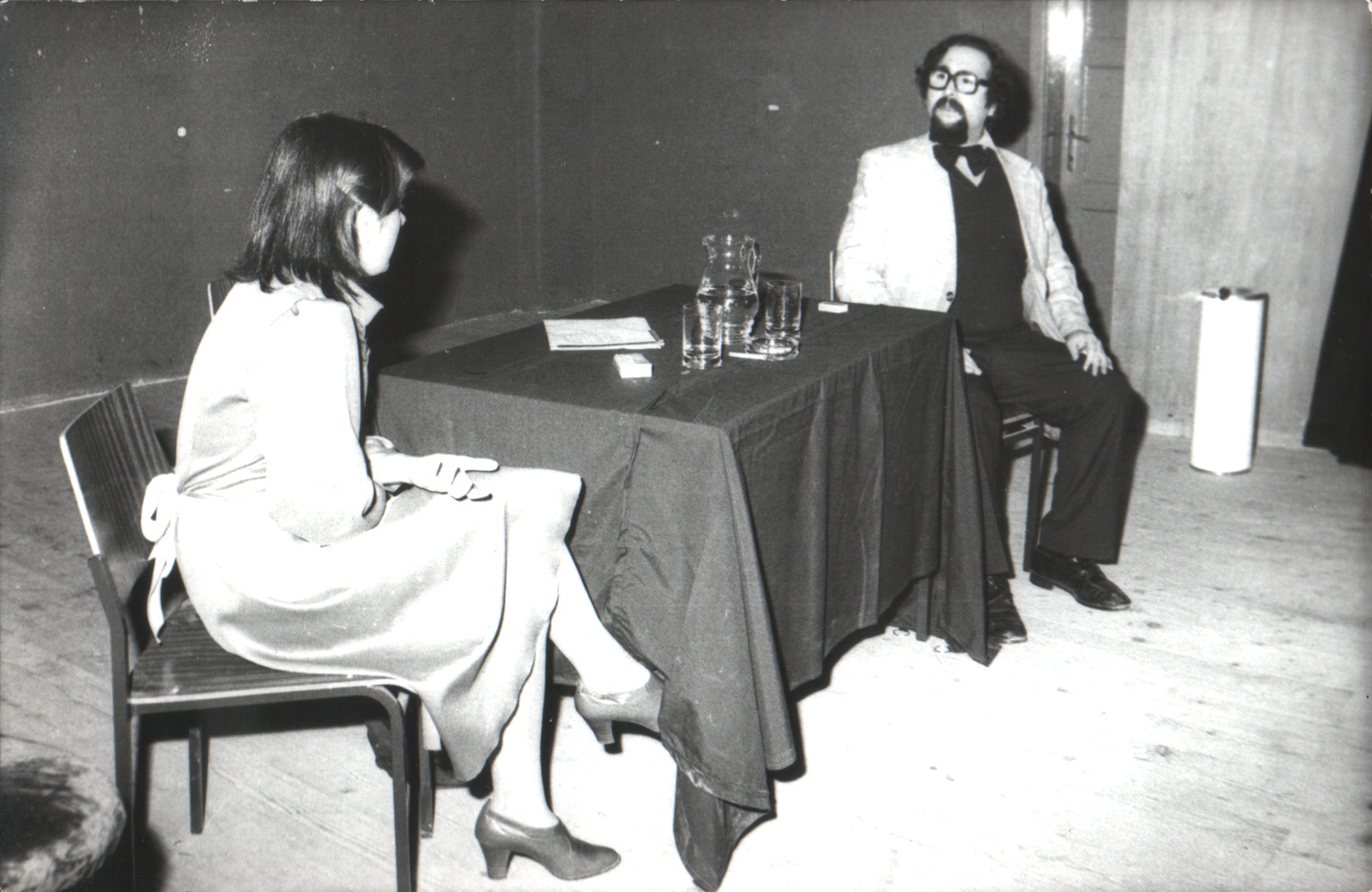
Младен Дражетин играет в театральном спектакле «Просьба», Нови-Сад, 1986.

Младен Дражетин (Нови-Сад, 3 марта 1951 г. — Нови-Сад, 23 июля 2015 г.) — доктор социальных наук, сербский интеллектуал, экономист, создатель театра, поэт, писатель и философ. Он оставил после себя произведения поэзии, прозы, драмы и философии. Дражетин является создателем Корреспондентского театра (Се́рбский: Дописно позориште), особого типа театральной организации и спектакля, который он задумал и организовал в 1974 году. Он умер в Нови-Саде в 2015 году и был похоронен на кладбище в Лединцах.

## Биография
Рродился в Нови-Саде (Сербия) в 1951 году. Его отец Рада был курьером в местном офисе в Мошорине, а его мать Вукица, урождённая Янятович (Се́рбский: Јањатовић), родилась в Сомборе.

### Образование
В 1968 году окончил ремесленное училище (торговля) в Нови-Саде, Высшую школу экономики в 1972 году в Вараждине, а в 1983 году — экономический факультет в Суботице.
Он защитил кандидатскую диссертацию в 1989 году на факультете драматического искусства в Белграде с диссертацией «Специфика происхождения и работы Корреспондентского театра в Нови-Саде с перспективой повышения квалификации», а в 2004 году на факультете служебного бизнеса в Нови-Саде с диссертацией «Любительство как способ самореализации человека через местные радио и телестанции Воеводины».

### Карьера
Дражетин выполнял различные работы в нескольких рабочих организациях, а также в органах государственного управления (в Сербии). Он также работал на телевидении Нови-Сад и РТС (Радио и телевидение Сербии), а также работал профессором.
Движение в службе: работал в «Автовоеводине» (1968—1977), в СУУР «Агровоеводина», где редактировал одноимённую газету (1977—1980), затем перешёл в Городское собрание (в Нови-Саде) в качестве рыночного инспектора (1980—1985) и старшего рыночного инспектора (1985—1990), затем на телевидении Нови-Сад он был директором Службы по работе с совместными программами (1990—1993) и руководителем Телекинотека и редактором редакционной коллегии историографии культурного наследия Воеводины (1993—1994), а также был главным редактором в «7 ТВ дней». Затем работал федеральным инспектором рынка (1994—2003) и республиканским инспектором рынка (2003—2009). Он также десять лет работал профессором в Высшей технической школе профессионального обучения в Нови-Саде по направлениям обучения: мультимедиа I, мультимедиа II, веб-коммуникации и массовые коммуникации. Дражетин также был приглашенным лектором в Белградском университете БК и на факультете педагогического образования в Сомборе. Он также был народным судьей в Высоком суде Нови-Сада и судебным экспертом по оценке стоимости капитала, оценке ущерба и расчета заработной платы.

## Культурная, просветительская и научно-исследовательская работа
Дражетин был создателем Корреспондентского театра, особого вида театральной организации и спектакля, который он задумал и организовал в 1974 году как своеобразное театральное движение для распространения элементарной театральной и этико-эстетической культуры. Он также был одним из основателей Этапа драматического искусства (Се́рбский: Позорница драмске уметности), главным руководителем которого он является с 1994 года.
Дражетин ставил спектакли в деревнях, городских парках и скверах, в компаниях и даже в квартирах. Телепрограмма Петры Любоевой (Се́рбский: Петар Љубојев) об этом проекте получила Гран-при в 1986 году на фестивале в Монте-Карло. Поставил более сотни спектаклей и сольных концертов на любительской и профессиональной сцене в рамках Корреспондентского театра. Он также снялся в театральных постановках и в десятке фильмов.
По собственному сценарию снял два фильма немого бурлеска «Отвлеченные мысли» (Се́рбский: Растројене мисли) (1971) и «Комедианты из Нови-Сада» (Се́рбский: Комичари из Новог Сада) (1973). Он занимался поэзией и опубликовал семь сборников стихов.
Его социальная драма «Исповедь» (Се́рбский: Исповест) (1972) и экспериментальная комедия «Философия» (Се́рбский: Филозофија) (1976) были поставлены на профессиональной и любительской сценах. Дражетин редактировал газету любительских театров «Позорница» (с 1974 г.) и выпусков «Трибина поэзия» (Се́рбский: Трибина поезије) (с 1981 г.) и «Массовая культура и искусство» (Се́рбский: Масовна култура и уметност) (с 1996 г.), все в рамках издательской деятельности Этапа драматического искусства и Корреспондентского театра. Он также был членом редколлегии журнала по культуре и искусству «Крыши» (Се́рбский: Кровови) (издается в Сремски Карловцах).
Кроме того, он был литературным критиком, теоретиком театра и телевидения. На телевидении Дражетин был автором (режиссёром или сценаристом) нескольких известных шоу, таких как «Театр здоровья» (Се́рбский: Здравствени театар), «75 лет эсперанто» (Се́рбский: 75 година есперанта) и других.
Социальная драма Дражетина «Исповедь» в качестве образовательной программы была показана в более чем пятидесяти тысячах микротатров Корреспондентского театра по всему миру.
Он написал книгу в области этики, эстетики и социологии культуры под названием «Вечное искусство игры» (Се́рбский: Вечна уметност игре), которая является результатом его тридцатилетних научных исследований и отбора учебных материалов из лекций в университетах и колледжах, где с 1996 по В 2013 году его прослушали более десяти тысяч студентов.
Дражетин также прочитал серию заметных лекций «О происхождении и функционировании Корреспондентского театра из Нови-Сада как универсальной корреспондентской системы» в нескольких странах — России, Австрии, Словакии, Венгрии, Румынии, Греции, Хорватии, Словении, Республике Сербской, Македонии и Черногории.
Он сыграл эпизодические роли в двух сербских художественных фильмах: «Евреи идут» (Се́рбский: Јевреји долазе) режиссёра Првослава Марича (Се́рбский: Првослав Марић) и «Пещаник» (Се́рбский: Пешчаник) по роману Данило Киша.
Дражетин был членом Союза писателей Воеводины (ДКВ) и Ассоциации журналистов Сербии (УНС).
В 2016 году на литературном мероприятии «В честь Симо Цуцича» (Се́рбский: У част Симе Цуцића), организованном Банатским культурным центром (Се́рбский: Банатски културни центар) из Нови Милошево, Дражетин был посмертно награждён призом «Сима Цуцич» за его общий вклад в утверждение детской литературы.
Он включен в Энциклопедию Нови-Сада (том 7, Нови-Сад, 1996 г.), Лексикон художников Воеводины (Роман Веховец, Нови-Сад, 2001 г.), Лексикон писателей для детей (Светозар Малешев, Нови-Сад, 1997 г.), Антологию красивейших любовных песен «Большой секрет» (Се́рбский: Велика Тајна) (Перо Зубац, Белград, 1997), Антологию современной сербской поэзии для детей и юношества «Когда сердце сияет» (Се́рбский: Кад срце засветлуца) (Перо Зубац, Рума, 2009), Биографический словарь Шайкашки (Бошко Брзић, Нови Сад, 2013), «Словарь Воеводины» Мирослава Антича (Сараево, 1989).
Его тексты были опубликованы в следующих изданиях (журналах, газетах, антологиях): «Аутовојводина» (Нови-Сад), «Грађански лист» (Нови-Сад), «Дневник» (Нови-Сад), «Енциклопедија Новог Сада» (Нови-Сад), «Златна греда» (Нови-Сад), «Кровови» (Сремски-Карловцы), «Липар» (Крагуевац), «Луча» (Суботица), «Мајдан» (Костолац), «Нафташ» (Нови-Сад), «Наше стварање» (Лесковац), «Позорница» (Нови-Сад), «Ромологија» (Нови-Сад), «Свеске за историју Новог Сада» (Нови-Сад), «Свитак» (Пожега), «Стиг» (Мало Црничье), «Studia Ruthenica» (Нови-Сад), «Сусрети» (Нови-Сад), «Улазница» (Зренянин), «Успења» (Лесковац), «Шветлосц» (Нови-Сад). Произведения и тексты Дражетина переведены на английский, эсперанто и русинский.

## Произведения
Книги, которые Дражетин издал при жизни:
- «Стихи» (Се́рбский: Песме), сборник стихов (1971),
- «Сияние тихой ночи» (Се́рбский: Сјај тихе ноћи), сборник стихов (1971),
- «Поводья потеряны» (Се́рбский: Замњетене узде), сборник стихов (1972),
- «Грустный сон» (Се́рбский: Туга сна), сборник стихов (1974),
- «После странствий» (Се́рбский: После лутања), сборник стихов (1981),
- «Тайная грань» (Се́рбский: Тајни поруб), сборник стихов (1986),
- «Сердце на качелях» (Се́рбский: Срце на љуљашци), сборник детских песен (1990),
- «Вечное искусство игры» (Се́рбский: Вечна уметност игре) — философия нового развития (теория и практика) — первая сербская философская система (Ново Милошево, Банатский культурный центр, 2014).

Посмертно изданы книги Дражетина:
- «Универсальная анимационная система Корреспондентский театр — корреспондентский процесс игры (теория и практика)» (Се́рбский: Универзални аниматорски систем Дописно позориште — кореспондентни процес игре (теорија и пракса)) (Шайкаш — Нови Сад, 2017),
- «Тицанова буна 1807: национальная драма в трех действиях» (Се́рбский: Тицанова буна 1807: национална драма у три чина) (Шайкаш — Нови Сад, 2017).
- «Пачки Швапа» (роман) (Ново Милошево, Банатский культурный центр, 2018).
- «Вечное искусство игры» (Се́рбский: Вечна уметност игре) — Философия нового развития (теория и практика) — Первая сербская философская система, второе издание (Ново Милошево, Банатский культурный центр, 2019).

Пьеса «Тицанова буна 1807: национальная драма в трех действиях» — последняя работа Дражетина, которую он закончил незадолго до своей смерти, которую он драматизировал и написал, в соответствии с научным материалом Исторического института САНУ (Сербская академия наук и искусств), а также обработал соответствующие рассказы и легенды которые передавались из поколения в поколение о Тицане.
Ещё несколько неопубликованных работ Дражетина будут подготовлены к публикации и печати.
Неопубликованные произведения Дражетина:
- «Крылатая песня» (детские песни),
- «Исповедь» (социальная драма) и «Философия от А до Я» (Экспериментальная комедия),
- «Следы вечности — Стремление к культурной бесконечности — тексты, очерки, рецензии, литературные, биографические и други обзоры» (сборник статей),
- «Тысяча песен» (песни),
- «Любительство как способ самореализации человека через местные радио и телестанции Воеводины» (докторская диссертация),
- «Корреспондентский театр» (сценарий) и «Режиссура под дождем» (спектакль).